# Peroxid de magneziu
Peroxidul de magneziu este un compus anorganic, un peroxid cu formula chimică MgO
2. Pe lângă altele, este utilizat ca medicament antiacid.

## Obținere
Peroxidul de magneziu poate fi obținut în urma reacției dintre oxid de magneziu și peroxid de hidrogen. Randamentul reacției este de doar 35%.
{\displaystyle {\ce {MgO + H2O2 -> MgO2 + H2O}}}

## Proprietăți
Compusul se descompune lent, formând hidroxid de magneziu și oxigen:
{\displaystyle {\ce {2MgO2 + 2H2O -> 2Mg(OH)2 + O2}}}